# Soulosse-sous-Saint-Élophe
Soulosse-sous-Saint-Élophe – miejscowość i gmina we Francji, w regionie Grand Est, w departamencie Wogezy.
Według danych na rok 1990 gminę zamieszkiwało 555 osób, a gęstość zaludnienia wynosiła 29 osób/km² (wśród 2335 gmin Lotaryngii Soulosse-sous-Saint-Élophe plasuje się na 557. miejscu pod względem liczby ludności, natomiast pod względem powierzchni na miejscu 200.).